# Rolf Adel
Rolf Adel (Amsterdam, 1937) is een beeldend kunstenaar die vanaf de jaren 70 enige bekendheid verwierf met zeefdrukken, objecten van gekleurd perspex en abstracte olieverfschilderijen. Adel heeft daarnaast werk in opdracht gemaakt in de publieke ruimte. Een voorbeeld daarvan is de gekleurde beglazing van metrostation Strandvliet in Amsterdam-Zuidoost.
Het werk van Rolf Adel laat zich omschrijven als conceptuele kunst, verwant aan dat van bijvoorbeeld Richard Hefti, maar altijd spreekt er een fascinatie uit voor de natuur, en meer specifiek de werking van licht en kleur.
- Gemeinsame Normdatei: 17429381X
- International Standard Name Identifier: 0000 0003 5835 8745
- Nederlandse Thesaurus van Auteursnamen: 069321728
- RKD-Nederlands Instituut voor Kunstgeschiedenis: 444
- Système universitaire de documentation: 249507641
- Union List of Artist Names: 500385498
- Virtual International Authority File: 205246667
- WorldCat: E39PBJwX3PwtjvMRp6XMqWRdwC